# 志賀真理子
志賀 真理子（しが まりこ、1969年〈昭和44年〉12月24日 - 1989年〈平成元年〉11月23日）は、日本の歌手、女優、声優。船橋市立船橋高等学校卒業。

## 来歴・人物
姉がいる。
NHKの『どんなモンダイQてれび』にて子役の頃から活躍していた。その他、ものまねの歌バラエティ番組に16回出演し、八代亜紀、高田みづえなどの歌真似を披露していた。
歌手としての実際のデビューは1985年で曲はビクター音楽産業（現JVCケンウッド・ビクターエンタテインメント）より発売された「夢の中の輪舞-ロンド-」という曲である。この曲は同年7月発売のOVA『魔法のプリンセス ミンキーモモ 夢の中の輪舞』の主題歌として使用された。
その後、『魔法のアイドルパステルユーミ』（1986年）で主人公の花園ユーミの声優や作品の主題歌「フリージアの少年」を担当し、その流れでワーナー・パイオニア（現ワーナーミュージック・ジャパン）から改めて「デビュー」という形式となった。そのため、現在では「夢の中の輪舞-ロンド-」はプレデビュー曲とされている。
この「フリージアの少年」は自身唯一のオリコン週間チャート100位以内ランクイン曲となり、最高位48位を記録。この曲では人気ランキング番組『ザ・トップテン』（日本テレビ）の最終回（1986年3月31日）にも出演し、「今週の注目曲」としての扱いで「フリージアの少年」をワンコーラス披露している（「夢の中の輪舞-ロンド-」はオリコン最高位102位だった）。その他のシングルに「Rainy Day Hello」（1987年8月25日発売）など。
2ndシングルプロモーション時にゲスト出演したラジオ番組『健次と靖子のおもしろランド』（文化放送）にて、悩んでいることを質問されると「声が太いんですぅ…おばさんみたいな声でしゃべるな！ってスタッフに怒られちゃうんですぅ」と述べていたように、当時の女性アイドルとしては落ち着いた声質の持ち主だった。
高校を卒業した1988年4月、大学進学時に学業と芸能界活動との両立問題に直面し、芸能界を引退。語学や元々好きな音楽ジャンルであったジャズを学ぶため、1989年8月よりアメリカ合衆国カリフォルニア大学リバーサイド校へ留学する。ただし、その1か月前の同年7月に開催されたスタジオぴえろの創立10周年イベントでは暫定的に復帰し、司会を務めた。これは主役の声優を務めた前述『パステルユーミ』の制作スタジオが「スタジオぴえろ」であり、縁が深かったことによる。
1989年11月23日（日本時間24日）、留学先で休日に友人4人と合わせ計5人で小旅行へと出かけた際に、アリゾナ州フラッグスタッフ近郊のフリーウェイ上にて車の前に動物が飛び出し、高速運転していた男子学生がそれを避けようとして急ハンドルを切ったため、車が横転する交通事故が発生。同乗の男女4人は重軽傷で済んだが、志賀は路上に投げ出され全身打撲で即死。20歳の誕生日を1か月前にしてのことだった。
遺体は現地で荼毘に付され、遺骨は1990年に日本へ帰国している。
唯一となったアルバムCD『mariko』 (WP 32XL-157)・『mariko+3』（WEA WPC6-8202 3曲追加された再発盤）は、2009年2月23日にソニー・ミュージックショップ「オーダーメイドファクトリー」より新装版『mariko』 (WMJ WQCQ-150) として発売された。『mariko+3』より「青空パステルキャンバス」「ひこうき雲・シングルヴァージョン」「Rainy Day Hello」「TIME FOR LOVE」の4曲がボーナストラックとして追加収録された特別版となっている。さらに、2010年11月22日に新装版『mariko』 (WMJ WQCQ-150) のアンコールプレス盤が発売された。
プロ野球の読売ジャイアンツの大ファンであった。

## ディスコグラフィ

### シングル
| 枚                                                    | 発売日           | タイトル                                                                          | c/w                                                                                      | 形態             | 規格品番         | オリコン最高位   |
| ビクター音楽産業                                      | ビクター音楽産業 | ビクター音楽産業                                                                  | ビクター音楽産業                                                                         | ビクター音楽産業 | ビクター音楽産業 | ビクター音楽産業 |
| ----------------------------------------------------- | ---------------- | --------------------------------------------------------------------------------- | ---------------------------------------------------------------------------------------- | ---------------- | ---------------- | ---------------- |
| 0th                                                   | 1985年4月21日    | 夢の中の輪舞（ロンド） 作詞：荒木とよひさ 作曲：緑一二三 編曲：渡辺敬之           | オルゴールを止めないで 作詞：荒木とよひさ 作曲：緑一二三 編曲：渡辺敬之                  | EP               | KV-3068          | 102位            |
| ワーナー・パイオニア / ワーナー・ブラザース・レコード |                  |                                                                                   |                                                                                          |                  |                  |                  |
| 1st                                                   | 1986年2月25日    | フリージアの少年 作詞：麻生圭子 作曲：山川恵津子 編曲：山川恵津子                 | 金のリボンでRockして 作詞：麻生圭子 作曲：山川恵津子 編曲：山川恵津子 （広東語：方曉虹） | EP               | L-1730           | 48位             |
| 2nd                                                   | 1986年5月25日    | 青い涙 作詞：売野雅勇 作曲：井上大輔 編曲：船山基紀                               | 避暑地の約束 作詞：売野雅勇 作曲：井上大輔 編曲：船山基紀                                | EP               | L-1736           | 145位            |
| 3rd                                                   | 1986年12月10日   | ひこうき雲 作詞：谷山浩子 作曲：小田啓義 編曲：服部克久                           | 雨に濡れてポニーテール 作詞：松井五郎 作曲：三谷泰弘 編曲：渡辺俊幸                      | EP               | L-1766           | 圏外             |
| 4th                                                   | 1987年8月25日    | Rainy Day Hello 作詞：杉真理 作曲：杉真理 編曲：清水信之 コーラスアレンジ：杉真理 | TIME FOR LOVE 作詞：永井美由紀 作曲：松本俊明 編曲：清水信之                             | EP               | L-1819           | 180位            |

### アルバム

#### オリジナルアルバム
| 枚                                                    | 発売日                                                | タイトル                                              | 収録曲 | 販売元                                                          | 形態                                                  | 規格品番                                              | オリコン最高位                                        |
| ワーナー・パイオニア / ワーナー・ブラザース・レコード | ワーナー・パイオニア / ワーナー・ブラザース・レコード | ワーナー・パイオニア / ワーナー・ブラザース・レコード | ワーナー・パイオニア / ワーナー・ブラザース・レコード | ワーナー・パイオニア / ワーナー・ブラザース・レコード           | ワーナー・パイオニア / ワーナー・ブラザース・レコード | ワーナー・パイオニア / ワーナー・ブラザース・レコード | ワーナー・パイオニア / ワーナー・ブラザース・レコード |
| ----------------------------------------------------- | ----------------------------------------------------- | ----------------------------------------------------- | --- | --------------------------------------------------------------- | ----------------------------------------------------- | ----------------------------------------------------- | ----------------------------------------------------- |
| 1st                                                   | 1986年6月25日                                         | mariko                                                | Side-A 1. 夏より遠くまで好き 作詞：松本一起／作曲：井上大輔／編曲：船山基紀 2. キャンバス 作詞・作曲：鹿紋太郎／編曲：服部克久 3. 暮色のブローチ 作詞：松井五郎／作曲：中崎英也／編曲：山川恵津子 4. Girl Friend 作詞：松井五郎／作曲：中崎英也／編曲：山川恵津子 5. Wonder In My Heart 作詞：松井五郎／作曲・編曲：山川恵津子 Side-B 1. 潮風ステーション 作詞：松井五郎／作曲：中崎英也／編曲：山川恵津子 2. 太陽になりたい 作詞：松井五郎／作曲・編曲：渡辺俊幸 3. 雨に濡れてポニーテール 作詞：松井五郎／作曲：三谷泰弘／編曲：渡辺俊幸 4. 避暑地の約束 作詞：売野雅勇／作曲：井上大輔／編曲：船山基紀 5. ひこうき雲 作詞：谷山浩子／作曲：小田啓義／編曲：服部克久 | ワーナー・パイオニア / ワーナー・ブラザース・レコード           | LP                                                    | L-12579                                               | 圏外                                                  |
| 1st                                                   | 1986年6月25日                                         | mariko                                                | 1. 夏より遠くまで好き 2. キャンバス 3. 暮色のブローチ 4. Girl Friend 5. Wonder In My Heart 6. 潮風ステーション 7. 太陽になりたい 8. 雨に濡れてポニーテール 9. 避暑地の約束 10. ひこうき雲 | ワーナー・パイオニア / ワーナー・ブラザース・レコード           | CD                                                    | 32XL-157                                              | 圏外                                                  |
| 1st                                                   | 1996年4月25日                                         | mariko+3                                              | 1. 夏より遠くまで好き 2. キャンバス 3. 暮色のブローチ 4. Girl Friend 5. Wonder In My Heart 6. 潮風ステーション 7. 太陽になりたい 8. 雨に濡れてポニーテール 9. 避暑地の約束 10. ひこうき雲 11. フリージアの少年 作詞：麻生圭子／作曲・編曲：山川恵津子 12. 金のリボンでRockして 作詞：麻生圭子／作曲・編曲：山川恵津子 13. 青い涙 作詞：売野雅勇／作曲：井上大輔／編曲：船山基紀 | wea japan                                                       | CD                                                    | WPC6-8202                                             | 圏外                                                  |
| 1st                                                   | 2009年2月23日                                         | mariko                                                | 1. 夏より遠くまで好き 2. キャンバス 3. 暮色のブローチ 4. Girl Friend 5. Wonder In My Heart 6. 潮風ステーション 7. 太陽になりたい 8. 雨に濡れてポニーテール 9. 避暑地の約束 10. ひこうき雲 11. フリージアの少年 12. 金のリボンでRockして 13. 青い涙 14. 青空パステル・キャンバス 作詞：只野菜摘／作曲・編曲：馬飼野康二 15. ひこうき雲 (シングル・ヴァージョン) 作詞：谷山浩子／作曲：小田啓義／編曲：服部克久 16. Rainy Day Hello 作詞・作曲：杉真理／編曲：清水信之／コーラスアレンジ：杉真理 17. TIME FOR LOVE 作詞：永井美由紀／作曲：松本俊明／編曲：清水信之 | ワーナーミュージック・ジャパン / ワーナー・ブラザース・レコード | CD                                                    | WQCQ-150                                              | 圏外                                                  |

### タイアップ曲
| 楽曲                   | タイアップ                                                           | 収録作品                           |
| ---------------------- | -------------------------------------------------------------------- | ---------------------------------- |
| 夢の中の輪舞（ロンド） | OVA『魔法のプリンセス ミンキーモモ 夢の中の輪舞』主題歌              | シングル「夢の中の輪舞（ロンド）」 |
| 金のリボンでRockして   | 日本テレビ系アニメ『魔法のアイドルパステルユーミ』オープニングテーマ | シングル「フリージアの少年」       |
| フリージアの少年       | 日本テレビ系アニメ『魔法のアイドルパステルユーミ』エンディングテーマ | シングル「フリージアの少年」       |

## 出演作品

### テレビドラマ
- 家族づくり（1983年、TBS）
- ビートたけしの学問ノススメ（1984年、TBS）
- 西部警察 PART-III　第43話「少年Aの2時間」（1984年3月4日、テレビ朝日）
- 深夜にようこそ 第1回・第2回（1986年6月 - 7月、TBS） - 矢崎俊江 役
- 月曜ドラマランド（フジテレビ）
  - どっきり双子先生・乙女学園男子部
  - 乙女学園すみれ寮
  - 初恋スキャンダル（1986年7月21日）
  - 白バイ野郎!トミー&マツ（1986年12月1日）

### テレビアニメ
- 魔法のアイドルパステルユーミ（1986年）花園ユーミ役[8]
  - OVA「魔女っ子クラブ四人組 A空間からのエイリアンX」

### バラエティ
- どんなモンダイQてれび（NHK）(1984～1986年)
- 赤信号のにゅうす笑（日本テレビ）

### ラジオ
- ポニーテールに乾杯（西日本放送 他）(1986年6月1日～1987年4月5日)
- 志賀真理子・心はひこうき雲「FM放送」(1987年1月6日)
- 志賀真理子のもしもしトーク（ラジオ大阪、1987年2月1日～9月27日）
- 志賀真理子のもしもしトーク2（ラジオ大阪、1987年11月29日～1988年6月27日）
- ミッドナイトクルージング（RFラジオ日本）(1988年4月3日～1989年1月頃まで、最後のラジオ出演)

## コンサート
- (1985年12月24日、ザ・スペース)[9]